# Mellanvattnet, Jämtland
Mellanvattnet är en sjö i Strömsunds kommun i Jämtland och ingår i Ångermanälvens huvudavrinningsområde. Sjön har en area på 0,509 kvadratkilometer och ligger 322,4 meter över havet. Sjön avvattnas av vattendraget Storvattenån.

## Delavrinningsområde
Mellanvattnet ingår i det delavrinningsområde (714570-143306) som SMHI kallar för Utloppet av Mellanvattnet. Medelhöjden är 431 meter över havet och ytan är 6,14 kvadratkilometer. Räknas de 5 avrinningsområdena uppströms in blir den ackumulerade arean 28,5 kvadratkilometer. Storvattenån som avvattnar avrinningsområdet har biflödesordning 3, vilket innebär att vattnet flödar genom totalt 3 vattendrag innan det når havet efter 291 kilometer. Avrinningsområdet består mestadels av skog (83 procent). Avrinningsområdet har 0,62 kvadratkilometer vattenytor vilket ger det en sjöprocent på 10 procent.